# 프레드 큄비

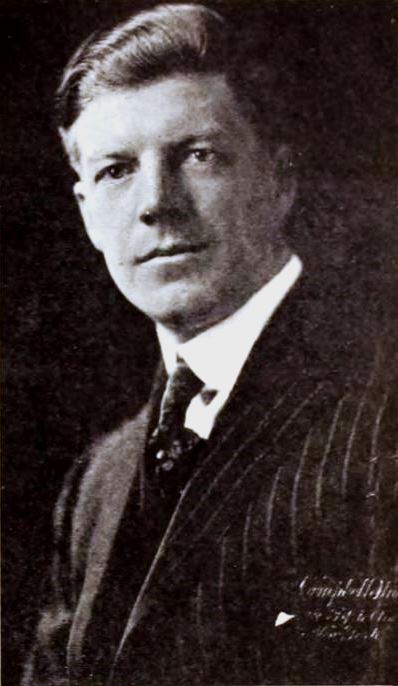

프레드 큄비(Fred Quimby, 1886년-1965년)는 톰과 제리를 만드는 데 큰 공헌을 한 제작자이다. 1940년 첫 작품 고양이, 쫓겨나다를 제작, 이후 1955년 96번째 작품인 제리의 삼촌까지 거의 모든 '한나-바버라' 작품을 제작하는 데 참여하였다. 이후 MGM로부터 해고 이후 한나-바버라 시대는 3년 만인 1958년에 종결되었고, 7년 후 척 존스가 톰과 제리를 만들던 때인 1965년 세상을 떠났다. 제작한 작품 중 여러 개가 아카데미상을 수상하였다.

## 같이 보기
- 톰과 제리